# Kokia kauaiensis
Kokia kauaiensis — вид квіткових рослин родини мальвові (Malvaceae). Ендемік Гавайських островів.

## Поширення
Вид поширений на острові Кауаї. Мешкає в прибережних мезикових і змішаних мезикових лісах на висоті 350–660 м.

## Опис
Kokia kauaiensis — невелике дерево, що досягає висоти 5–10 м (16–33 футів).

## Загрози
Йому загрожує втрата середовища проживання. Сьогодні залишилося приблизно 45-50 дерев. Колись залишилося лише одне дерево.
Основні загрози для цієї рослини включають пряму конкуренцію з боку інвазивних немісцевих видів рослин, таких як Grevillea robusta, Lantana camara, Kalanchoe pinnata, Psidium cattleianum, Erigeron karvinskianus, Rubus rosifolius, Setaria parviflora та Setaria chizachyrium condensatum. Хижацтво та деградація середовища існування немісцевими тваринами, зокрема свинями, козами, оленями та щурами, також є великою загрозою. Крім того, Fortini та ін . (2013) характеризують цей таксон високою очікуваною вразливістю до зміни клімату (індикатор вразливості 0,758).